# ГЕС Рок-Крік
ГЕС Рок-Крік — гідроелектростанція у штаті Каліфорнія (Сполучені Штати Америки). Знаходячись між ГЕС Белден (вище за течією) та ГЕС Креста, входить до складу каскаду на річці Норт-Форк-Фетер, яка бере початок у південному масиві Каскадних гір та тече на південь через північно-західне завершення гір Сьєрра-Невада до злиття з Міддл-Форк-Фетер у річку Фетер (ліва притока Сакраменто, що впадає до затоки Сан-Франциско).
У межах проекту річку перекрили бетонною греблею висотою 38 метрів та довжиною 173 метри, яка потребувала 118 тис. м3 матеріалу. Вона утримує невелике водосховище з площею поверхні 0,47 км2 та об'ємом 5,4 млн м3.
Зі сховища під правобережним гірським масивом прокладено дериваційний тунель довжиною 10,4 км з діаметрами двох секцій 7,6 та 5,8 метра. Після підземного вирівнювального резервуару він переходить у два напірні водоводи довжиною біля 0,3 км кожен зі спадаючим діаметром від 3,7 до 3 метрів.
Основне обладнання станції становлять дві турбіни типу Френсіс загальною потужністю 114 МВт, яка працюють при напорі 163 метри.
Видача продукції відбувається по ЛЕП, розрахованій на роботу під напругою 230 кВ.